# Natasha Hansen

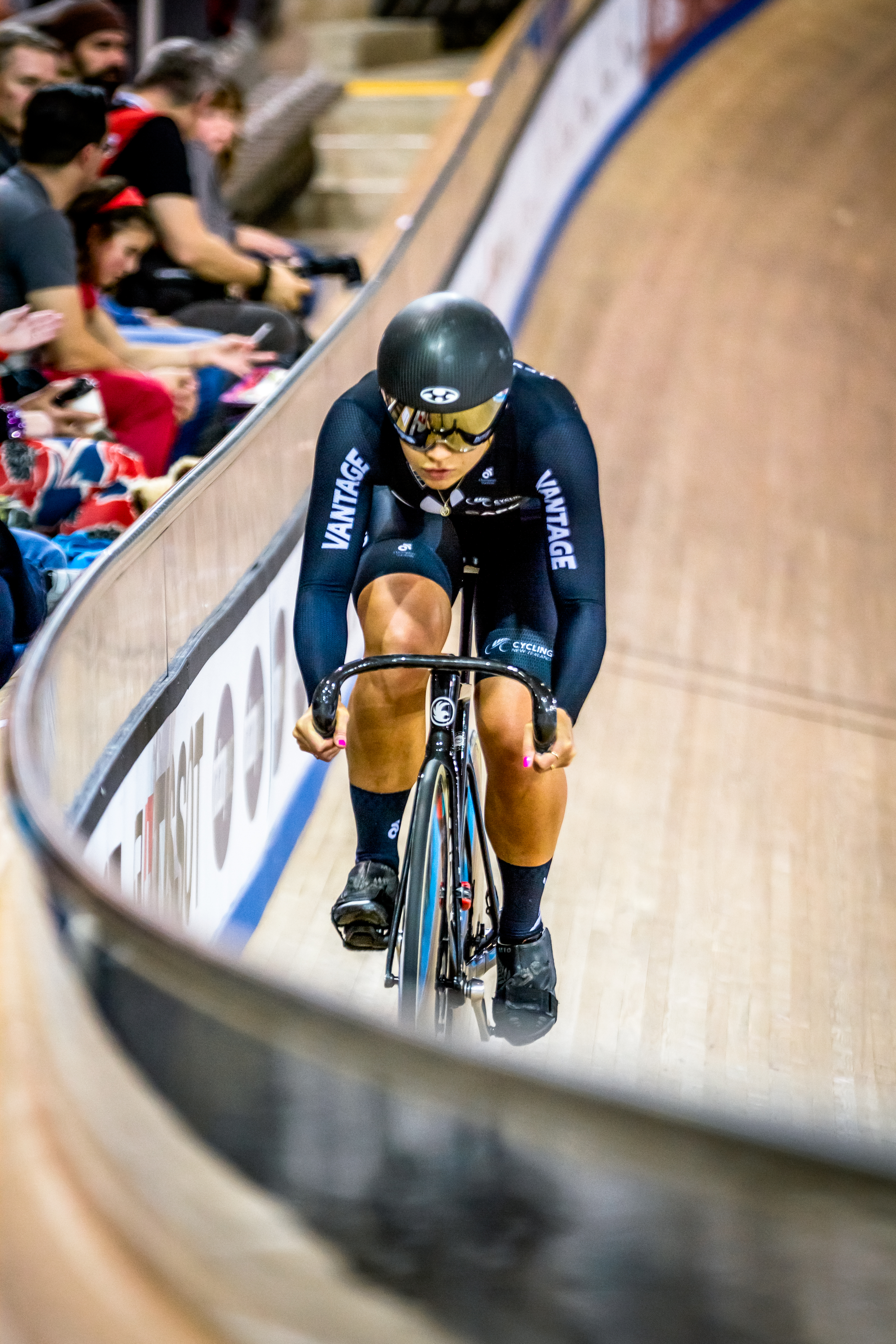
Hansen in 2017

Natasha Hansen (Auckland, 15 november 1989) is een Nieuw-Zeelandse baanwielrenster gespecialiseerd in de sprintonderdelen. Ze won tijdens de Gemenebestspelen van 2018 in Gold Coast een zilveren medaille op zowel de sprint als de teamsprint en een bronzen medaille op de keirin. Hansen nam deel aan de Olympische Zomerspelen van 2012 en 2016.

## Belangrijkste Resultaten

### Baanwielrennen
| Jaar     | NK                                         | OK                                           | WK       | Overig                                             |
| Junioren | Junioren                                   | Junioren                                     | Junioren | Junioren                                           |
| -------- | ------------------------------------------ | -------------------------------------------- | -------- | -------------------------------------------------- |
| 2006     | 500m tijdrit                               |                                              |          |                                                    |
| 2007     | sprint                                     |                                              |          |                                                    |
| Elite    |                                            |                                              |          |                                                    |
| 2007     |                                            | teamsprint · 500m tijdrit                    |          |                                                    |
| 2008     | sprint, keirin, · 500m tijdrit             | keirin, · sprint                             |          |                                                    |
| 2009     |                                            |                                              |          |                                                    |
| 2010     | sprint, · 500m tijdrit, teamsprint         | teamsprint, · keirin                         |          |                                                    |
| 2011     |                                            | keirin, 500m tijdrit, · teamsprint, · sprint |          |                                                    |
| 2012     | sprint, 500m tijdrit, · keirin             | teamsprint                                   |          |                                                    |
| 2013     | keirin, teamsprint, · sprint, 500m tijdrit |                                              |          |                                                    |
| 2014     | sprint, · keirin                           |                                              |          |                                                    |
| 2015     | sprint, keirin · 500m tijdrit              | 500m tijdrit, keirin, · teamsprint, · sprint |          |                                                    |
| 2016     | sprint, keirin, · 500m tijdrit             |                                              |          |                                                    |
| 2017     | sprint, 500m tijdrit, · keirin             | keirin, · sprint                             |          |                                                    |
| 2018     |                                            | sprint, · keirin                             |          | Gemenebestspelen: · sprint, · teamsprint, · keirin |
| 2019     | sprint                                     | keirin                                       |          | WB Cambridge: teamsprint                           |
| 2020     | sprint                                     |                                              |          |                                                    |